# Bryce Aron
Bryce Aron (Winnetka, Illinois, 30 september 2003) is een Amerikaans autocoureur.

## Carrière

### Formule Ford
Aron begon zijn autosportcarrière in het formuleracing in diverse Formule Ford-kampioenschappen in 2019. Hij werd met acht podiumplaatsen derde in de F1600 Championship Series.
In 2020 stapte Aron over naar het Verenigd Koninkrijk, waarin hij voor Low Dempsey Racing vijfde in het BRSCC National Formula Ford Championship werd. Naar aanleiding van een verkorte kalender, veroorzaakt door de coronapandemie, kwam hij uit in een aantal andere kampioenschappen, waaronder het Champion of Brands, het Champion of Cadwell en het Castle Combe Championship. Hij won de titel in de Champion of Cadwell. Aan het eind van het jaar werd hij vijfde in het Formule Ford Festival en derde in de Walter Hayes Trophy.

### GB3
In 2021 maakte Aron de overstap naar het Britse Formule 3-kampioenschap, dat halverwege het seizoen van naam veranderde naar het GB3 Championship, waarin hij voor Carlin reed. Hij behaalde zijn beste resultaten met twee vierde plaatsen op Brands Hatch en Donington Park. Met 237 punten werd hij twaalfde in de eindstand.
In 2022 bleef Aron actief in de GB3, waarin hij overstapte naar Hitech Grand Prix. Hij behaalde zijn eerste podiumfinish op Silverstone, voordat hij op Donington zijn eerste race won. In het laatste raceweekend, ook op Donington, stond hij nog een keer op het podium. Met 215 punten werd hij opnieuw twaalfde in het klassement.

### Euroformula Open
In 2023 stapte Aron over naar de Euroformula Open, waarin hij uitkwam voor het Team Motopark. Hij won drie races op het Circuit de Spa-Francorchamps, de Hungaroring en het Circuit Paul Ricard. Daarnaast behaalde hij nog twee podiumfinishes op Spa en Paul Ricard. Hij miste echter het laatste raceweekend op het Circuit de Barcelona-Catalunya omdat hij op dat moment deelnam aan een testsessie van de Indy NXT. Met 238 punten werd hij achter Noel León, Cian Shields en Francesco Simonazzi vierde in het kampioenschap.

### Indy NXT
In 2024 keert Aron terug naar de Verenigde Staten en debuteert hij in de Indy NXT voor het team Andretti Global.